# Contact (musical)
Contact è un musical con libretto di John Weidman e regia e coreografie di Susan Stroman. Il musical ha debuttato al Vivian Beaumont Theatre di New York nel marzo 2000 ed è rimasto in scena per più di mille repliche, vincendo quattro Tony Awards, tra cui miglior musical.

## Cast
|                               | Broadway, 2000 | Sostituzioni notevoli      | Londra, 2002    |
| ----------------------------- | -------------- | -------------------------- | --------------- |
| Moglie                        | Karen Ziemab   | Charlotte d'Amboise        | Sarah Wildor    |
| Michael Wiley                 | Boyd Gaines    | John Bolton, Alan Campbell | Michael Praed   |
| Ragazza con il vestito giallo | Deborah Yates  | Colleen Duran              | Leigh Zimmerman |